# Livre de ceinture

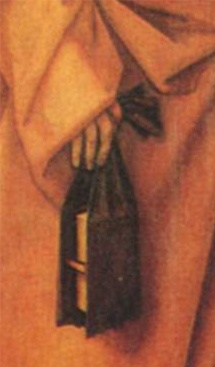
Livre porté à la ceinture par un moine, prêt à l'usage et protégé des voleurs et des intempéries (détail d'une peinture d'Hans Holbein l'ancien, 1493).

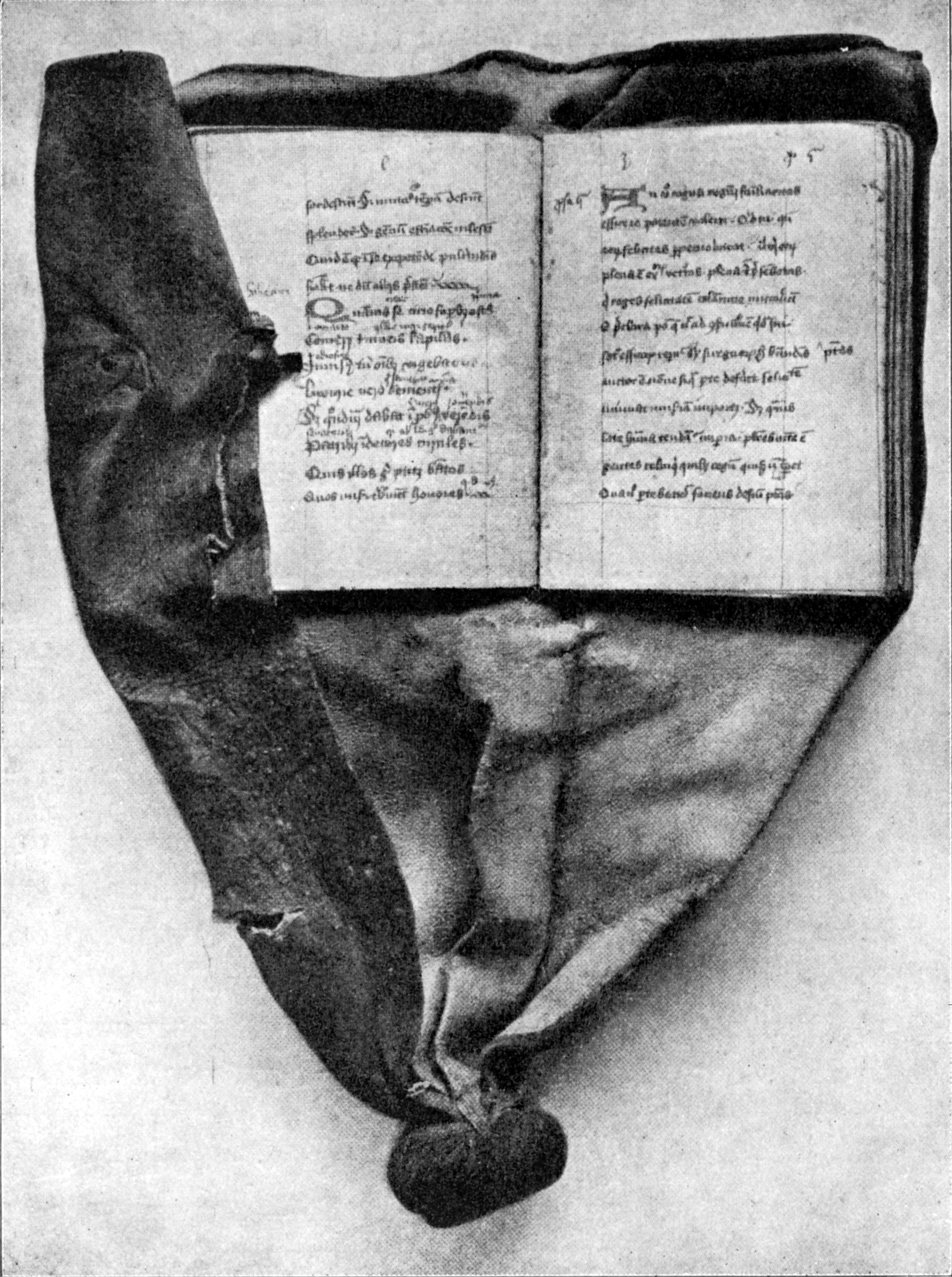
Un livre de ceinture ouvert. À noter le nœud utilisé pour maintenir facilement, et la relative petite taille du livre.

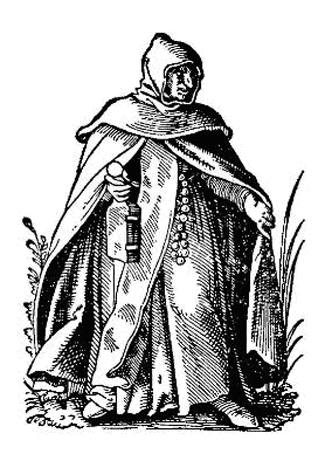
Image tardive d'un moine portant un livre de ceinture à la main.

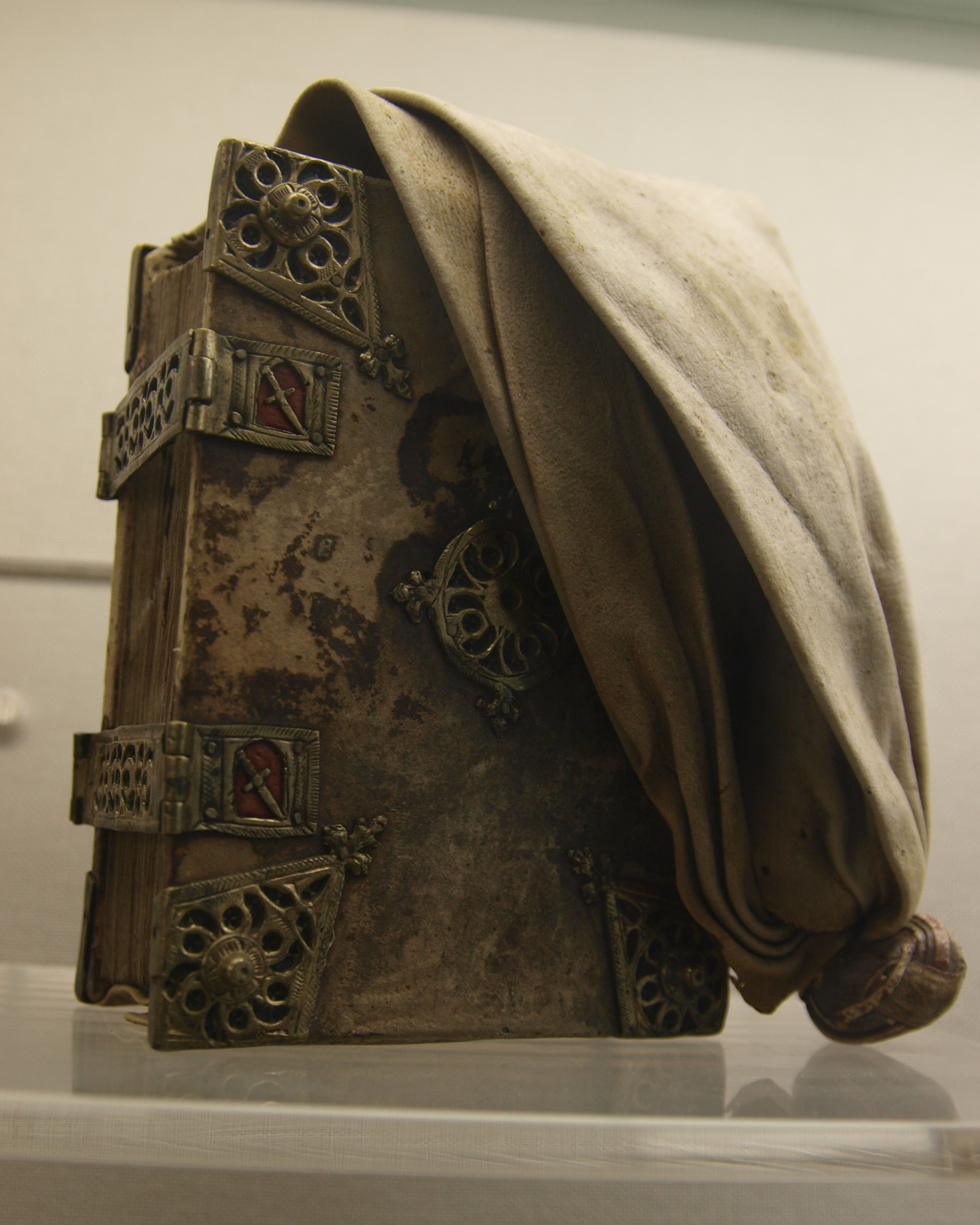
Un livre de ceinture de Nuremberg de 1471.

Un « livre de ceinture » (ou « livre en aumônière » ; (en) Girdle book ; (de) Beutelbuch) est un petit livre portable adopté par les moines, les membres du clergé ou de l'aristocratie européens du Moyen Âge, qui fut un accessoire populaire de l'habit médiéval entre les XIIIe et XVIe siècles. Il consiste en un livre dont la reliure de cuir, rappelant l'aumônière médiévale, pend sous la couverture du livre en une longue langue effilée avec un nœud au bout qui pouvait être glissé dans la gaine ou la ceinture de quelqu'un. Le nœud était en général fait de bandes de cuir tissées ensemble pour plus de durabilité. Le livre pendait à l'envers et en arrière afin de pouvoir le ramener à soi dans le bon sens pour le lire. Le livre était le plus souvent de thème religieux : l'office journalier d'un clerc (bréviaire) ou, pour les laïcs et en particulier pour les femmes, un livre d'heures. L'un des textes les plus répandus parmi les livres de ceintures est la Consolation de Philosophie de Boèce, bien qu'il ne s'agisse en fait que du seul livre de ceinture de philosophie ou de théologie qui nous soit parvenu. Les femmes portaient surtout des livres de ceintures par convenance car, au-dessus de la ceinture, ils étaient à la mode au XVe siècle. Un livre sécurisé dans une ceinture permettait deux fonctions : permettre de le porter tout en ayant les mains libres et le protéger contre les éléments extérieurs. C'était aussi un signe extérieur de bonne position sociale et d'éducation (être un « lettré », savoir lire et écrire). Dans l'iconographie, les figures d'autorité, les saints (comme saint Jérôme) ou les apôtres, sont souvent représentés portant un livre de ceinture.

## Histoire
Le plus ancien livre de ceinture, ou du moins s'en rapprochant dans l'idée, a été retrouvé dans la tombe de dame Jeanne Brichard, l'objet est estimé remonter à l'année 1312 et se présente enveloppé dans une longue pièce d'étoffe en partie nouée autour de la main et du bras gauche, le livre ainsi enveloppé tombant au niveau de son genou gauche.
Les livres de ceinture apparurent d'abord à la fin du XIIIe siècle, puis gagnèrent en popularité au XVe siècle, devenant parfois des accessoires avec pierres précieuses incrustées de façon très ostentatoire, avant de perdre grâce aux yeux des gens du XVIe siècle, quand les livres imprimés devinrent beaucoup plus communs. Une autre raison possible de leur déclin était le relativement faible nombre de textes spécialisés n'ayant pas besoin d'être actualisés destinés aux livres de ceinture. Dans un environnement où imprimer devenait de moins en moins onéreux, il était plus simple de faire dupliquer des textes via la presse que de passer du temps à préserver des manuscrits individuels. De plus, les reliures de facture complexe étaient devenues trop incommodes.
Il existe des centaines de représentations de livres de ceinture dans l'art. Cette forme de popularité indique une plus grande distribution et adoption que ce que le nombre d’exemplaires ayant survécu suggère. Une analyse de 150 œuvres « montre la proportion de représentation dans la peinture et la sculpture [comme] étant pratiquement égale ». Cependant, seulement 23 livres de ceinture médiévaux ont survécu dans leur reliure originale, le plus vieil exemplaire datable provenant de Kastl en Allemagne (vers 1453). Le petit nombre d'exemplaires ayant survécu s'explique en partie par le fait que l'utilisation d'un livre de ceinture était circonscrite à une région allant des Pays-Bas à la région du Rhin Supérieur.

## Une forme élaborée de reliure
Les livres de ceinture étaient une forme de codex, une façon de préserver les cahiers du livre, une variante parmi d'autres formes de reliure médiévale dans laquelle le cuir, le tissu continuent à pendre des bords de la couverture conçue en dur. En particulier, pour les petits livres à usage personnel tels que les livres d'heures, le cuir s'étendait souvent par les côtés, ce qui donnait une protection supplémentaire au livre quand il n'était pas utilisé : les débords pouvaient être enroulés autour du livre, parfois des boucles ou des cordelettes permettaient à l'ensemble d'être maintenu fermé avec sécurité. De plus, durant la lecture, le livre pouvait être tenu hors de la couverture, afin que la surface propre de l'intérieur du cuir touche les pages plutôt que les doigts du lecteur[pas clair]. Cela préservait les pages de tâches sur les marges, ce que beaucoup de livres médiévaux avaient. De ces précautions et méthodes, certaines représentations artistiques en montrent bien l’usage, bien qu'il soit notable que les lecteurs ne les utilisaient pas systématiquement. Le nœud qui servait au maintien proche du corps, était formé d'un bonnet turc, appelé ainsi pour sa ressemblance avec les turbans portés par les habitants de l'Empire ottoman médiéval. Parfois, le livre de ceinture possédait un crochet qui pouvait être fixé à la ceinture ; « un gond connectait le crochet au rabat de la reliure, permettant un mouvement maximal du livre pendant qu'il était attaché. »
La plupart des livres de ceinture ne possédait pas de reliure ouvragée. Cependant, beaucoup montrent leurs coins renforcés de cuivre, de poinçons perforés, de boucles ciselées par des artisans, et peut-être des cimiers familiaux ou autres blasons sur le premier plat. Bien qu'aller et venir au vu de tous avec de tels livres pouvait tenter les voleurs (un livre pouvait coûter une véritable fortune), il était cependant moins risqué d'y ajouter des décorations et des dorures, car ce furent surtout les manuscrits entreposés sur des étagères que l'on dérobait le plus. De plus, des boucles métalliques ornées formant comme une chaîne terminée par un gond, duraient plus à l'usage que du cuir tissé ou du tissu, matériaux qui se gâchaient plus rapidement du fait de l'usure.

## Variations
Bien que n'étant pas strictement des livres de ceintures, d'autres types de livres portables ont été utilisés à la même époque. Des livres plus larges avaient des anneaux attachés à la reliure standard afin qu'une corde puisse y être glissée et entourée autour de la ceinture. D'autres livres étaient assez petit pour être portés autour du cou : une petite chaîne passée par un anneau ou deux en haut de la reliure était suffisante pour le rendre portable. Enfin, un quatrième type de livre portable était le vademecum (en) (« vient avec moi », en latin) : il consiste en un livre de poche ou des feuilles pliées contenant un almanach ou des informations médicales, et pouvait être suspendu à une ceinture. Le texte d'un vademecum était ainsi arrangé qu'il était lisible sitôt que le parchemin fût déplié, plutôt que d'avoir à réorienter systématiquement les feuilles.
Selon le Medieval Girdle Book Project, « Des conteneurs et des fermetures protectrices pour livre ont été utilisés depuis bien avant le Moyen-Âge ; on se rappelle les pots de glaise contenant des parchemins enroulés de la mer Morte ainsi que les cylindres en cuir utilisés pour stocker des parchemins et les tablettes de glaise dans la bibliothèque d'Alexandrie et autres villes, ou encore les cumdachs utilisés par les moines irlandais pour porter leurs précieux manuscrits et livres de prière de région en région, et même probablement jusqu'en Islande, où ils sont arrivés dès 700 ap. J.-C.. »
Par ailleurs, de nombreux autres livres n'étaient pas reliés comme des livres de ceinture, mais avaient des couvertures de protection en chemise similaires. Ces livres étaient souvent plus larges et pensés pour une lecture commode et stationnaire.

## Manque de littérature
Malgré leur représentation significative dans l'art dépeignant le clergé médiéval, il y a une pénurie de production littéraire sur le sujet, en dehors des petites communautés cherchant à les recréer. Une grande variété de livres artisanaux constitue la création de livres de ceinture modernes. Plusieurs historiens amateurs ont créé des vues d'ensemble plus techniques de livres de ceinture « plus précis ». Cependant, s'agissant d'une technique si spécialisée, les livres de ceinture ne suscitent pas l'intérêt des communautés d'amateurs, plutôt dévolu aux méthodes de reliure médiévales plus populaires.
Une exception notable est le projet Girdle Book Project (« girdle book » signifiant « livre de ceinture » en anglais), une collaboration entre Margit Smith de l'université de San Diego et Jim Bloxam de la bibliothèque de l'université de Cambridge. Le projet cherche à « attirer l'attention des professionnels du livre tels que les bibliothécaires, curateurs, professeurs, marchands de livres et collectionneurs ainsi que les relieurs artisanaux, sur les livres de ceinture, ce qui pourrait augmenter l'appréciation d'un format de livre, qui, quoique petit en taille, a son importance alors qu'il est aujourd'hui oublié. »

## Le livre de ceinture dans l'art
Dans la première gravure importante de Martin Schongauer, La Tentation de saint Antoine, qui a peut-être inspiré Michel-Ange pour Le Tourment de saint Antoine, le personnage principal, qui représente l'esprit triomphant des tentations, porte un livre de ceinture.